# Come True
Come True este  un film canadian SF de groază din 2020. Este regizat de Anthony Scott Burns. Vincenzo Natali a fost producător executiv al acestui film. În rolurile principale au interpretat Julia Sarah Stone și Landon Liboiron.
Coloana sonoră a fost creată de Electric Youth și Pilotpriest.

## Prezentare
O adolescentă pe fugă ia parte la un studiu privind somnul. Totul devine o coborâre de coșmar în adâncul minții ei și o examinare înfricoșătoare a puterii viselor.

## Distribuție
- Julia Sarah Stone - Sarah
- Landon Liboiron - Jeremy
- Tiffany Helm - Bătrâna
- Chantal Perron - Erin
- Tedra Rogers - Zoe
- Orin McCusker - Peter
- Carlee Ryski - Anita